# Station Pieszyce Górne
Station Pieszyce Górne is een spoorwegstation in de Poolse plaats Pieszyce.